# Дихали
Дихали или Чатал (на гръцки: Διχάλι, до 1926 година Τσατάλι, Цатали) е бивше село в Република Гърция, дем Александрия, област Централна Македония.

## География
Селото е било разположено в областта Урумлък (Румлуки), западно от Корифи.

## История
В XIX век Чатал е гръцко чифлигарско село в Солунска каза на Османската империя. Александър Синве („Les Grecs de l’Empire Ottoman. Etude Statistique et Ethnographique“) в 1878 година пише, че в Чалали (Tchalali), Камбанийска епархия, живеят 72 гърци. В 1900 година според Васил Кънчов („Македония. Етнография и статистика“) в Неохориди (Чаталъ) живеят 60 гърци християни. По данни на секретаря на Българската екзархия Димитър Мишев („La Macédoine et sa Population Chrétienne“) в 1905 година в Неохориди (Neohoridi) живеят 50 гърци.

### В Гърция
През Балканската война в 1912 година в селото влизат гръцки части и след Междусъюзническата в 1913 година Чатал остава в Гърция. В преброяването от 1913 година се води напуснато село. В 1920 година има 20 жители. В 1926 година е прекръстено на Дихали. В 1928 година е закрито.
| Година    | 1913 | 1920 | 1928 | 1940 | 1951 | 1961 | 1971 | 1981 | 1991 | 2001 | 2011 | 2021 |
| --------- | ---- | ---- | ---- | ---- | ---- | ---- | ---- | ---- | ---- | ---- | ---- | ---- |
| Население |      | 20   |      |      |      |      |      |      |      |      |      |      |